# Lilla vattenormen
Lilla vattenormen (Hydrus på latin) är en liten stjärnbild på södra stjärnhimlen. Stjärnbilden är en av de 88 moderna stjärnbilderna som erkänns av den Internationella Astronomiska Unionen.

## Historik
Stjärnbilden förekom första gången i en stjärnatlas som publicerades av Petrus Plancius och den flamländske kartografen Jodocus Hondius 1597. Första gången på bild förekom den i Johann Bayers stjärnatlas Uranometria, som utkom 1603. Den franske astronomen Nicolas Louis de Lacaille gav de ljusstarkare stjärnorna i konstellationen deras Bayer-beteckningar 1756.

## Stjärnor

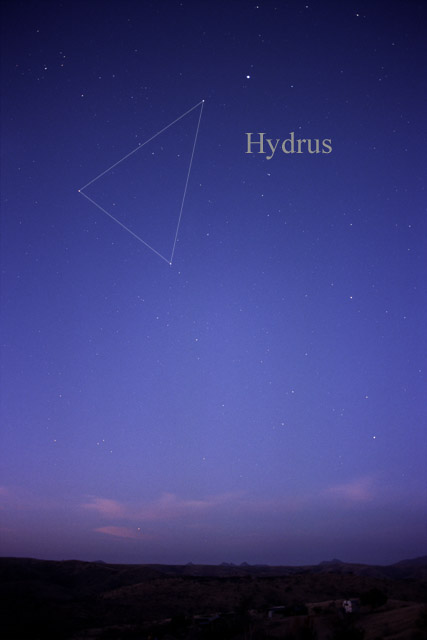
Stjärnbilden Lilla Vattenormen (Hydrus) som den kan ses med blotta ögat.

Lilla vattenormen är en liten och vag stjärnbild, med några någorlunda ljusstarka stjärnor som gör stjärnbilden lätt att känna igen.
- β - Beta Hydri är ljusstarkast med magnitud 2,80. 150 f. Kr. var den endast två grader från södra himmelspolen och den är fortfarande den stjärna som är närmast himmelspolen bland de ljusstarka.
- α - Alfa Hydri har magnitud 2,90.
- γ - Gamma Hydri är en luminiös röd jättestjärna med magnitud 3,24. Kineserna kallar stjärna Foo Pih.
- δ - Delta Hydri är en vit dvärgstjärna med magnitud 4,08.
- ε - Epsilon Hydri är en blåvit jätte med magnitud 4,06.
- η2 - Eta-2 Hydri är en gul jätte med magnitud 4,68. Exoplaneten Eta-2 Hydri b upptäcktes 2005. Den har en omloppstid av 711 dygn.
- ν - Ny Hydri är en orange jätte med magnitud 4,75.
- ζ - Zeta Hydri är en vit stjärna med magnitud 4,83.

## Djuprymdsobjekt

### Stjärnhopar
- NGC 1466 är en klotformig stjärnhop som har ett stort antal RR Lyraestjärnor.

### Galaxer
Stjärnbilden innehåller många ljussvaga galaxer.
- NGC 1473 är en oregelbunden galax.
- NGC 1511 är en spiralgalax av magnitud 11,0.

### Oklassificerat
- IC 1717 är ett objekt som upptäcktes av den danske astronomen John Louis Emil Dreyer i närheten av den gula jättestjärnan Eta-2 Hydri. Det har spekulerats om ett supernovautbrott, men I så fall skulle planeten som upptäckts vid Eta-2 Hydri ha utplånats.